# Аллен Джозеф Персіваль
Аллен Джозеф Персіваль — американський вчений і астронавт. Здійснив два космічні польоти загальною тривалістю 13 діб 2г 1 хвилина 23 секунди, двічі працював у відкритому космосі, загальна тривалість 11г 44 хвилини. Загальний наліт на реактивних літаках становить близько 3000 годин. Повне ім'я за сімейною традицією — Джозеф Персіваль Аллен 4-й.

## Подальша професійна діяльність
- Липень 1985 — відхід з НАСА і з загону астронавтів.
- З липня 1985 року — головний виконавчий директор компанії «Space Industries International, Inc.» у Вашингтоні. Потім працював президентом корпорації «Calspan SRL Corp. Inc» також у Вашингтоні.
- 1990 рік — включений віце-президентом США Деном Квейлом в консультативний комітет з розробки нової космічної програми США.
- Працював головою ради директорів компанії «Veridian Corporation».
- 2003 рік — вийшов у відставку.

Аллен є членом кількох організацій, у тому числі:
- Американського фізичного товариства,
- Американського астронавтичного товариства,
- Американського інституту аеронавтики і астронавтики,
- Американської асоціації сприяння розвитку науки,
- Фі Бета Каппа,
- Beta Theta Pi,
- Sigma Xi
- Phi Eta Sigma.